# オスティアで乗船するローマの聖パウラがいる風景
『オスティアで乗船するローマの聖パウラがいる風景』（オスティアでじょうせんするローマのせいパウラがいるふうけい、仏: Paysage à l'embarquement de Sainte Paula Romana à Ostie, 西: Paisaje con el embarco en Ostia de Santa Paula Roman, 英: Landscape with St Paula of Rome Embarking at Ostia）は、フランスのバロック時代の古典主義の画家クロード・ロランが1639年から1640年に制作した風景画である。キリスト教の聖女であるローマの聖パウラを主題としている。油彩。
ブエン・レティーロ宮殿の装飾のために制作された8点の風景画連作の1つで、『大天使ラファエルとトビアスのいる風景』（Paysage avec Tobie et l'archange Raphaël）の対作品。現在はマドリードのプラド美術館に所蔵されている。サイズの小さな複製がイギリスのウェリントン公爵家のコレクションに、別バージョンがフランスのヴォージュ県にあるエピナル県立古代・現代美術館に所蔵されている

## 主題
聖パウラはもともとローマの貴族出身の女性であり、夫との間に5人の子供が生まれた。聖パウラは夫の死後、ローマでの生活を捨てて砂漠に隠遁し、祈りと悔悛の生活に生涯を捧げることを決意した。西暦385年、聖パウラは娘の聖エウストキウムとともにアンティオキアに移り、聖ヒエロニムスとともに聖地エルサレムとエジプトを巡礼したのち、ベツレヘムで女子修道院を設立した。

## 制作経緯

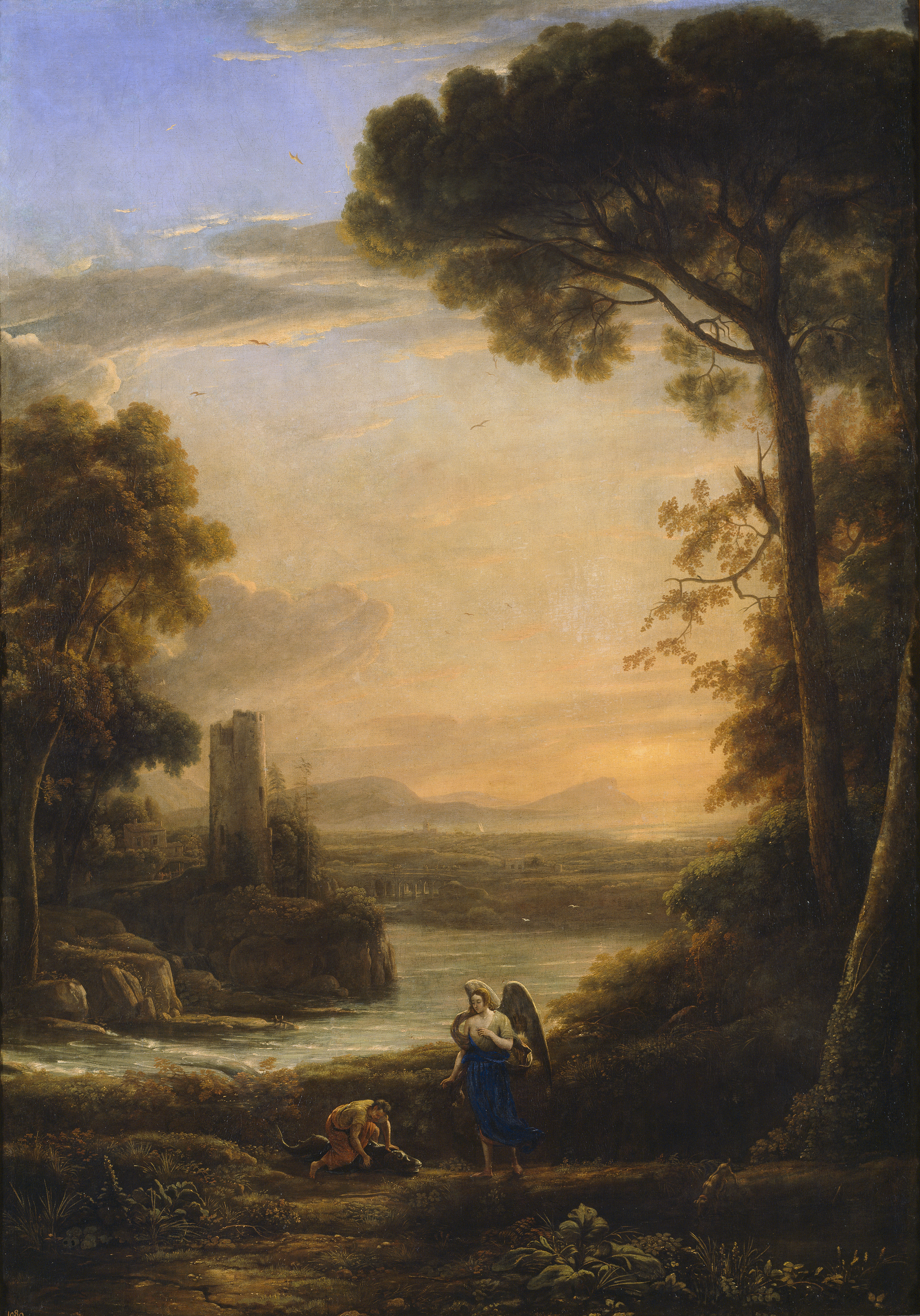
対作品『大天使ラファエルとトビアスのいる風景』。プラド美術館所蔵。

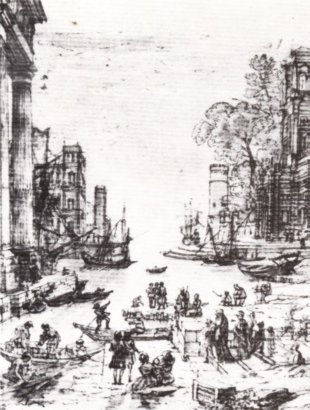
画家自身が作成した作品目録『リベル・ヴェリタリス』に記録された本作品の図像。

スペイン国王フェリペ4世の治世に着工されたブエン・レティーロ宮殿を装飾するため、第3代オリバーレス伯爵ガスパール・デ・グスマンの監督のもと大規模な美術品が購入された。その購入総数は200点にもおよび、入手方法を特定することは困難であるが、史料によってローマで活動する芸術家たちに多くの風景画が発注されたことが分かっている。クロード・ロランにも1636年から1638年に4点、1639年から1641年に本作品を含む4点の計8点の絵画が発注されている。このうち前者は横長の画面の作品で、『聖アントニウスの誘惑のある風景』（Paysage avec la tentation de saint Antoine）、『聖オヌフリウスのいる風景』（Paysage avec saint Onuphrius）、『聖マリア・デ・セルヴェッロのいる風景』（Paysage avec Sainte María de Cervelló）、ほか失われた作品1点、後者は縦長の画面の作品で、本作品及びその対作品『大天使ラファエルとトビアスのいる風景』と、『モーセの発見のある風景』（Paysage avec la découverte de Moïse）、『聖セラピアの埋葬のある風景』（Paysage avec l'Enterrement de Saint Serapia）であった。

## 作品
クロード・ロランはオスティアの港を舞台に、ローマを出発しようとする聖パウラの想像上の場面を描いている。船乗りたちが夜明けの港で忙しく働く中、聖パウラは娘の聖エウストキウムとともに船に乗り込むべく船着き場へと降りていき、その周囲には聖女に別れを惜しむ人々が集まっている。
この作品はクロード・ロランの海港の風景画に見られる典型的な要素がそろっている。画面の両端に建築物が立ち並び、背景にある遠くの光源から輝く黄金色の強烈な光は鑑賞者の目を部分的に眩ませる。ヴィラ・メディチや地平線上にそびえ立つジェノヴァ灯台など、描かれた建築物のいくつかは実在のものである。同時期の他の海港画と比較すると、聖パウラの出発を見送る人々のグループは前景を占有して広く展開している。しかし数年後の『聖ウルスラの乗船』（Port avec l'embarquement de sainte Ursule）や『シバの女王の乗船』（L'Embarquement de la reine de Saba）ではこれらの人々には焦点が当てられていない。このことは、中央に配置された主要テーマに対して顧客が不満を抱いたために、その後の海港画では目立たないように配置された可能性が考えられる。
とはいえ、海港の風景はクロード・ロランが好んだ主題の1つであり、それがブエン・レティーロ宮殿の連作に含まれたことは、主題をどのように扱うかについてある程度まで画家の裁量に任されていたことを示唆している。
美術史家ジョン・スミス（1837年）、マルセル・レートリスベルガー（1961年）以来、多くの研究者によって本作品と『大天使ラファエルとトビアスのいる風景』が対作品を形成し、『モーセの発見のある風景』と『聖セラピアの埋葬のある風景』がもう1つの対作品を形成していたと論じられてきた。しかしその一方で、本作品の対作品はむしろ『聖セラピアの埋葬のある風景』のほうであり、『大天使ラファエルとトビアスのいる風景』の対作品は『モーセの発見のある風景』であることもまた論じられている。後者の説が主張される理由は、主題や構図を構成する主要要素が『オスティアで乗船するローマの聖パウラがいる風景』と『聖セラピアの埋葬のある風景』、『モーセの発見のある風景』と『大天使ラファエルとトビアスのいる風景』の間で鏡像のように一致しているためである。すなわち主題の点では前者はいずれも初期キリスト教の聖女（の出発と死）を主題としているのに対して、後者は『旧約聖書』の登場人物を主題としている。また構図の点では前者が建築物のある風景を中心としているのに対して、後者は川と樹木のある牧歌的風景を中心としている。
エピナル県立古代・現代美術館に所蔵されている同主題を描いた作品では、人物のグループが逆転し、サイズや構図を完全に変更して描いている。

## 来歴
絵画はスペイン王室コレクションとして、1701年と1794年にブエン・レティーロ宮殿で記録されている。

## ギャラリー

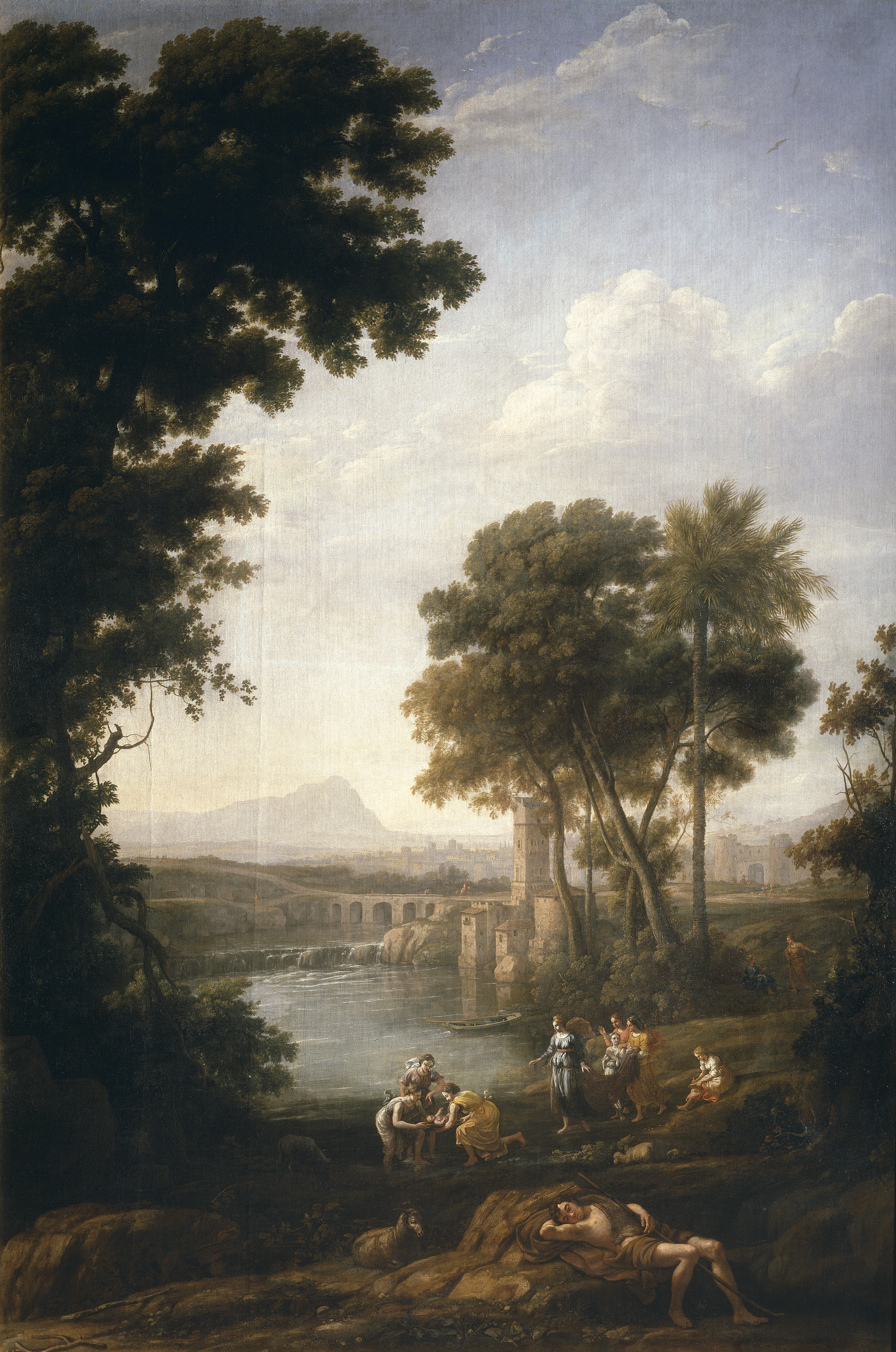
『モーセの発見のある風景』1637年から1639年の間 プラド美術館所蔵
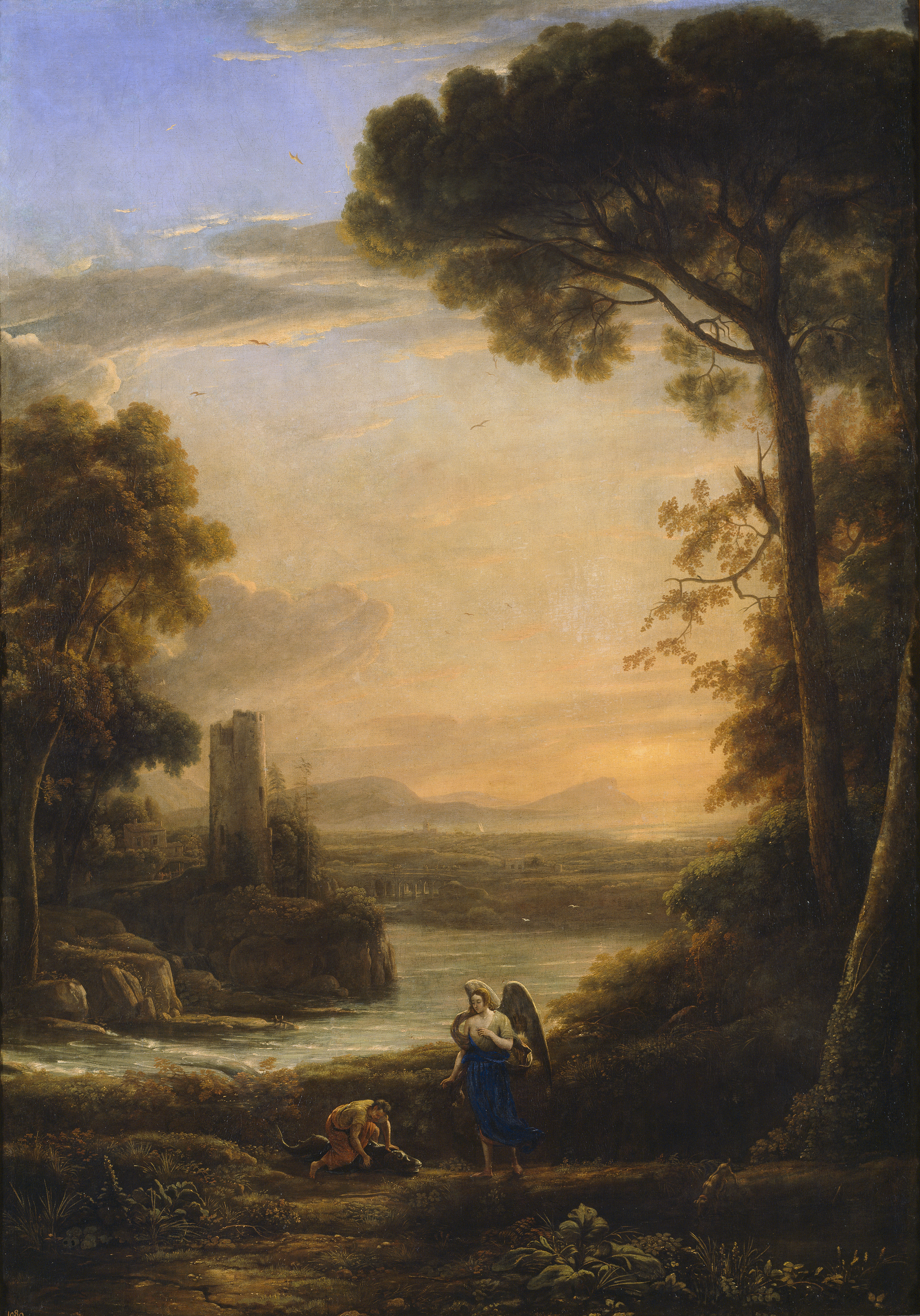
『大天使ラファエルとトビアスのいる風景』
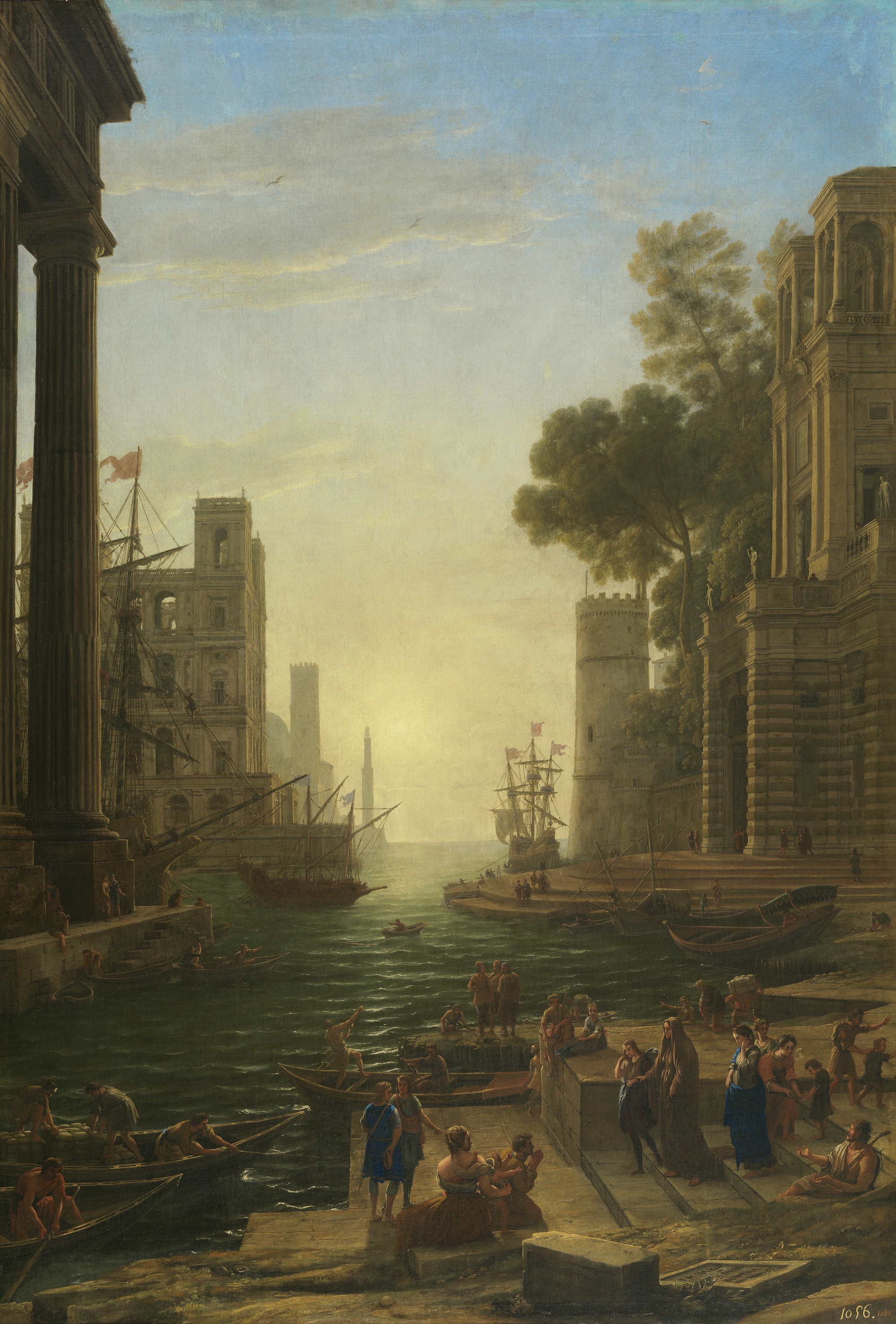
『オスティアで乗船するローマの聖パウラがいる風景』
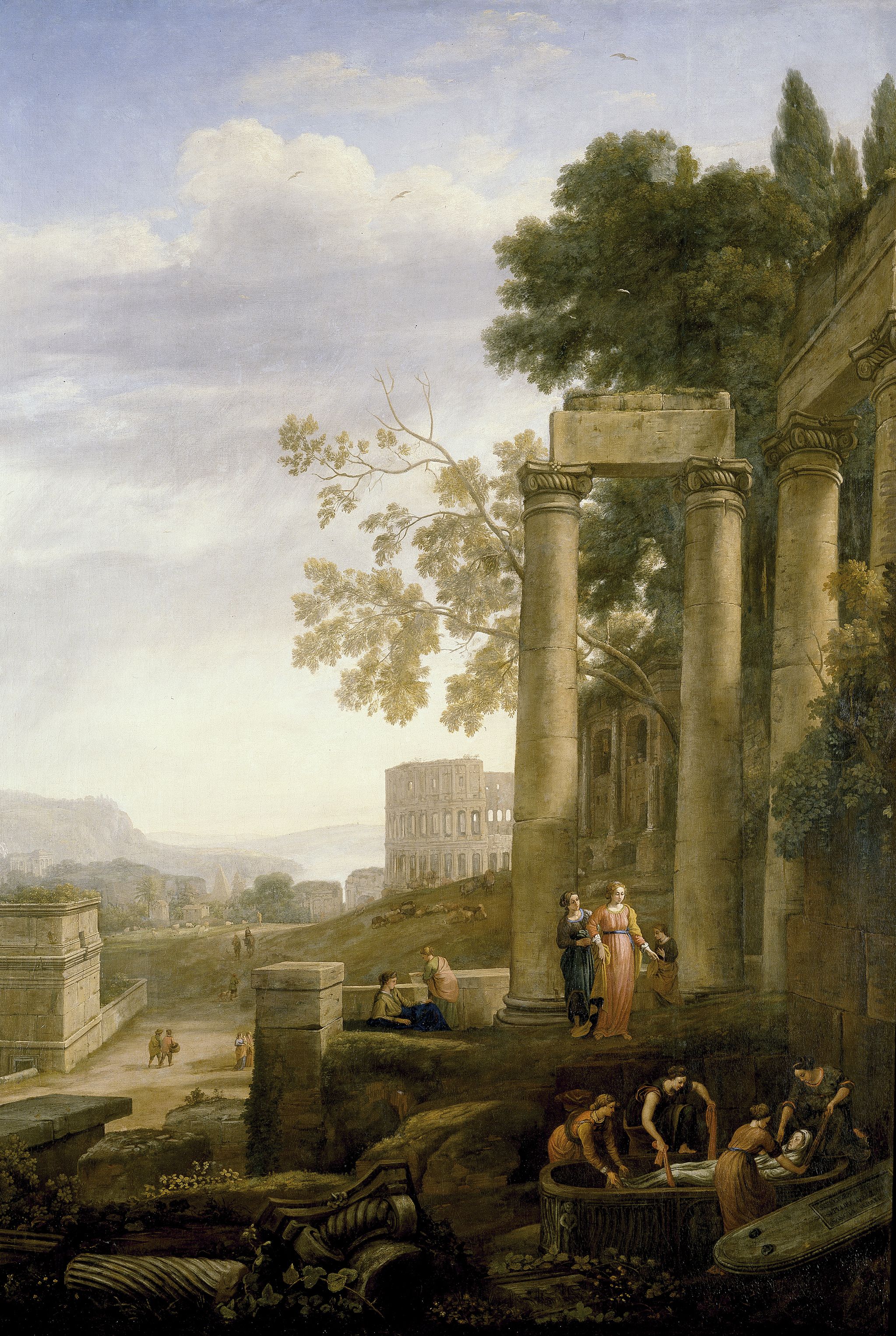
『聖セラピアの埋葬のある風景』1639年 プラド美術館所蔵